# درخت کندر هندی
درخت کُندُر هندی (انگلیسی: Boswellia serrata) گیاهی است که صمغ کندر هندی تولید می‌کند. در زبان سانسکریت به نام‌های اولی-بانوم هندی، سالای گوگول و سالاکی نامیده می‌شود. این گیاه بومی بسیاری از مناطق هند و منطقه پنجاب است که تا پاکستان گسترش می‌یابد.